# Sacred and Profane
Sacred and Profane, Op. 91, è una collezione di otto liriche medievali per coro a cappella a cinque voci (SSATB) del compositore inglese Benjamin Britten.
L'opera è stata composta per la Wilbye Consort of Voices, che, sotto la direzione di Peter Pears, ha eseguito gli otto brani per la prima volta il 14 settembre 1975 a Snape, nel Suffolk.

## Struttura dell'opera
L'opera si basa sul testo di otto poemi lirici inglesi medievali.
1. St. Godric's Hymn
2. I mon waxe wod
3. Lenten is come
4. The long night
5. Yif ic of luve can
6. Carol
7. Ye that pasen by
8. A Death[1]